# Gara Garayev
Pour les articles homonymes, voir Garayev.
Pour la station de métro, voir Qara Qarayev (métro de Bakou). Pour le joueur de football, voir Gara Garayev (football).
Gara Garayev (en azéri : Qara Əbülfəz oğlu Qarayev), né le 5 février 1918 à Bakou et mort le 13 mai 1982 à Moscou, est un compositeur soviétique et azerbaïdjanais. Gara Garayev, artiste du peuple de l'URSS (1959), député du Soviet suprême de l'Union soviétique, académicien de l’Académie nationale des sciences d’Azerbaïdjan est l’une des grandes figures de la culture azerbaïdjanaise après la Seconde Guerre mondiale.

## Biographie
Garayev est né dans la famille d’un médecin-pédiatre qui connaissait et aimait la musique traditionnelle. Il étudie le piano au  Collège musical de Bakou dans la classe de Charoyev (1930-1935). Il continue ses études au Conservatoire de Bakou en classe de composition de Léopold Rudolph (ru) et dans la classe d’Uzeyir Hajibeyov pour apprendre les bases de la musique de tradition populaire. Les premiers essais de composition de Garayev datent de cette époque. Elles sont écrites sous l’influence de l’art traditionnel azerbaïdjanais.
En 1937, il participe à une expédition de collectage de musique traditionnelle ayant pour but l'étude et l'enregistrement des chansons des ashiks et des mughams. Il est ensuite admis au Conservatoire de Moscou dans la classe d’Anatoli Alexandrov (composition) et de Sergueï Vassilenko (instrumentation), et plus tard de Dmitri Chostakovitch. Le travail de Garayev pour l'obtention de son diplôme de fin d'études était sa Deuxième symphonie, qui a révélé le talent particulier du compositeur.
Karayev combine son activité de compositeur et la participation à la vie musicale de l’Azerbaïdjan : il est directeur artistique de l’orchestre symphonique du théâtre philharmonique de Bakou, président du département azerbaïdjanais de l’Union des compositeurs soviétiques. Durant plusieurs années, il enseigne au Conservatoire de Bakou (recteur de 1949 à 1952, professeur dès 1959). Parmi les élèves de G. Garayev, on peut citer Arif Mirzayev (en), Arif Melikov, Khayyam Mirzazade, Vasif Adiguezalov, Tofig Bakikhanov, Franghiz Ali-Zadeh, Hadji Khanmammadov.
En 1959, Garayev est élu à l’Académie des sciences d’Azerbaïdjan, et la même année il est honoré du titre d’Artiste du peuple de l'URSS  pour reconnaissance de ses mérites exceptionnels. Il est membre de l’Union des cinéastes à partir de 1957. 
Gara Garayev est mort le 13 mai 1982 à Moscou. Il est enterré dans l'Allée d’honneur, à Bakou.

## Œuvre
L’héritage artistique de Garayev couvre tous les genres musicaux. Le style du compositeur se distingue par  l’émotivité et un lyrisme dramatique et subtil. Un certain nombre d'œuvres de la fin des années 1940 - début des années 1950, sont influencés par le grand poète azerbaïdjanais Nizami : poème symphonique Leyli et Medjnoun, suite symphonique Sept Beautés. Le ballet Sept Beautés de Gara Garayev (1952, basé sur une œuvre analogue de Nizami, chorégraphié par P.A. Gusev, Théâtre d'Opéra et de Ballet d'Azerbaïdjan) a ouvert une nouvelle période dans la musique azérie. Ce ballet a joué un rôle essentiel pour le développement du ballet en Azerbaïdjan puisqu'il y a créé une nouvelle dramaturgie musicale. Le style expressif, émotif et romantique de Garayev est étroitement lié aux principes de la musique populaire. L’influence de cette musique est perceptible même dans la période avancée de son œuvre quand il choisit des techniques de composition plus rationnelles et s'essaye au dodécaphonisme (troisième symphonie, Concerto pour violon).
Gara Garayev fait preuve, dès les années 1960, de courage et d'intégrité artistique en s'intéressant à des techniques musicales considérées comme trop modernistes dans l'URSS de son temps et en défendant, en particulier, la compatibilité entre le dodécaphonisme, l'expressivité et le caractère national. Sa Troisième symphonie (1965), enregistrée sous la baguette de Roudolf Barchaï, et son concerto pour violon (1967) en sont des illustrations.
Il a créé près de 110 pièces, dont des ballets, des opéras, des symphonies et de la musique de chambre, des pièces pour piano seul, des cantates, des chants et des marches. Son empreinte sur la musique d'Azerbaïdjan est profonde. Son fils Faraj Garayev est également un compositeur renommé.
Garayev est reconnu comme pédagogue. Parmi ses élèves : son fils Faradj et Arif Mirzoyev. Gara Garayev était l’auteur d’articles critiques, dont certains ont été publiés en 1988, à Bakou,,.

## Iconographie
Le peintre Taïr Salakhov a réalisé son portrait en 1960. Cette huile exposée à la Galerie Tretiakov à Moscou fait partie avec Réparateurs et À la Mer Caspienne des trois œuvres qui ont valu à leur auteur le Prix d'État de l'URSS en 1968.